# ويليام بروس هارفي
ويليام بروس هارفي هو سياسي كندي، ولد في 2 يونيو 1907، وتوفي في 1 مارس 1954. حزبياً، نشط في حزب أونتاريو المحافظ التقدمي. وقد انتخب عضو برلمان مقاطعة أونتاريو.